# Hudspeth County
Hudspeth County je okres ve státě Texas v USA. K roku 2010 zde žilo 3 476 obyvatel. Správním městem okresu je Sierra Blanca. Celková rozloha okresu činí 11 841 km².